# 周齐宇
周齐宇（英語：Qiyu Zhou，2000年1月6日—），华裔加拿大人，国际象棋棋手，拥有女子特级大师与棋联大师称号。
周齐宇出生于湖北荆州，3岁时随父母移居法国昂蒂布并开始学棋。2005年又移居芬兰，此后获得过芬兰青少年全国冠军、北欧学校赛冠军等。后移民加拿大，于2012年、2013年分别获得加拿大12岁组与14岁组女子冠军。2014年，夺得世界国际象棋女子14岁组冠军。2016年，获加拿大女子全国冠军。